# Murade Bei

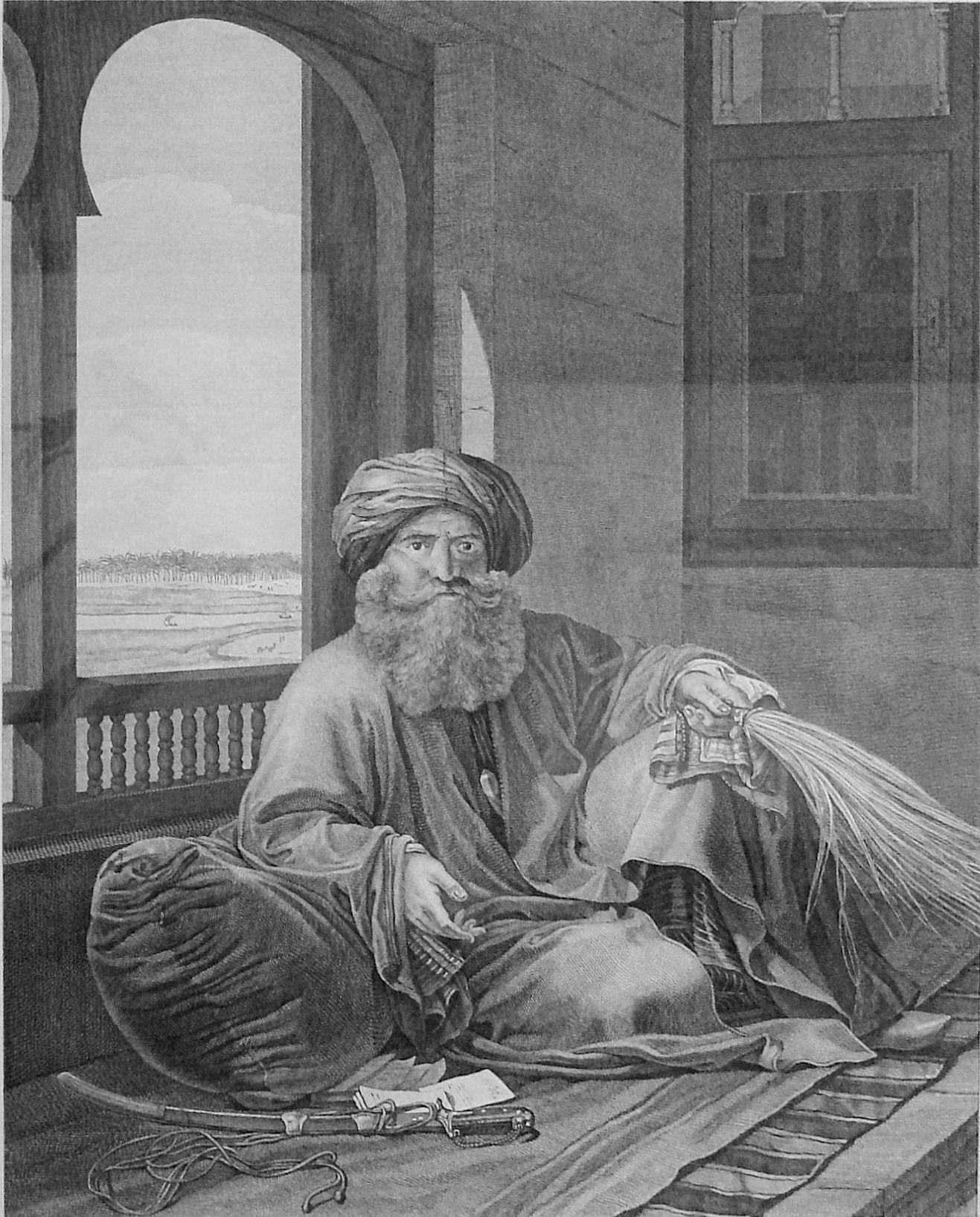
Murade Bei desenhado por Dutertre na Description de l'Égypte, em 1809

Murade Bei (Tbilisi, 1750 — Sohag (província), 7 de abril de 1801) foi um líder mameluco egípcio comandante da cavalaria e governador do Egito em nome do sultão otomano, juntamente com Ibraim Bei.
Ele se casou com uma viúva rica, e com o dinheiro da mulher tornou-se general. Depois de sua derrota contra o general Napoleão Bonaparte na famosa Batalha das Pirâmides em (22 de julho 1798), Murade Bei fugiu para o Alto Egito, onde organizou uma campanha de guerrilha contra o general Louis Charles Antoine Desaix  com duração de aproximadamente um ano. Foi ao perseguir Murade Bei no Alto Egito que os franceses descobriram os monumentos em Dendera, Tebas, Edfu e Filas.
Em 1800, Murade Bei assinou o tratado de paz com o general Jean Baptiste Kléber deslocando-se para o Cairo, onde morreu de peste bubônica no ano seguinte, durante uma epidemia.